# Paulo Coronato
Paulo Coronato (São Paulo, 8 de setembro de 1959) é um ator e autor de teatro brasileiro.

## Teatro
- 2009 - TPM Katrina
- 2008 - Paulo Francis Está Morto
- 2007 - Sua Excelência, o Candidato
- 2006 - O Estrangeiro
- 2005 - Arsênico e Alfazema

## Filmografia

### Televisão
| Ano  | Titulo               | Personagem           | Notas                               |
| ---- | -------------------- | -------------------- | ----------------------------------- |
| 1996 | O Rei do Gado        | Dimas                |                                     |
| 1999 | Sandy & Junior       | Pai de Gustavo       | Episódio: "Feliz 2000 Brasil"       |
| 2000 | Sandy & Junior       | Pai de Gustavo       | Episódio: "Crescendo e Aprendendo"  |
| 2003 | Mulheres Apaixonadas | Caetano Garcia       |                                     |
| 2006 | Cidadão Brasileiro   | Delegado             | Episódio: "7 de abril"              |
| 2008 | Chamas da Vida       | Tenente-coronel      |                                     |
| 2009 | Força-Tarefa         | Capitão Jurandir     | Episódio: "O Sumiço de R$5 Milhões" |
| 2012 | Corações Feridos     | Olavo Almeida Varela |                                     |
| 2012 | Malhação             | Adolfo dos Prazeres  |                                     |
| 2013 | Surtadas na Yoga     | Tadeu                | Episódio: "Termina com Ão"          |
| 2015 | Milagres de Jesus    | Judah                | Episódio: "A Mulher Adúltera"       |
| 2021 | Gênesis              | Kalil                | Fase: "Ur dos Caldeus"              |

### Cinema
| Ano  | Título                              | Personagem           | Nota           |
| ---- | ----------------------------------- | -------------------- | -------------- |
| 1998 | Pretérito Perfeito                  | –                    | Curta-metragem |
| 1998 | Boleiros - Era uma Vez o Futebol... | Fabinho Guerra       |                |
| 2011 | Família Vende Tudo                  | Fiscal da Prefeitura |                |
| 2018 | Nada a Perder                       | Bernadino            |                |